# Puchar Świata w zapasach
Puchar Świata w zapasach to zawody rozgrywane pod patronatem Międzynarodowej Federacji Zapaśniczej – FILA. W turnieju biorą udział najlepsze drużyny z każdego kontynentu. Decyduje ranking ustalany na podstawie wyników z poprzednich Mistrzostw Świata.

## Edycje zawodów
| Rok                | Styl wolny              | Styl klasyczny               | Kobiety                      |
| ------------------ | ----------------------- | ---------------------------- | ---------------------------- |
| 1956               | Stambuł                 |                              |                              |
| 1958               | Sofia                   |                              |                              |
| 1973               | Toledo                  |                              |                              |
| 1974               | Las Palmas              |                              |                              |
| 1975               | Toledo                  |                              |                              |
| 1976               | Toledo                  |                              |                              |
| 1977               | Toledo                  |                              |                              |
| 1978               | Toledo                  |                              |                              |
| 1979               | Toledo                  |                              |                              |
| 1980               | Toledo                  | Trelleborg                   |                              |
| 1981               | Toledo                  | Sofia                        |                              |
| 1982               | Toledo                  | Budapeszt                    |                              |
| 1983               | Toledo                  | Saloniki                     |                              |
| 1984               | Toledo                  | Seinäjoki                    |                              |
| 1985               | Toledo                  | Lund                         |                              |
| 1986               | Toledo                  | Oak Lawn                     |                              |
| 1987               | Ułan Bator              | Albany                       |                              |
| 1988               | Toledo                  | Ateny                        |                              |
| 1989               | Toledo                  | Fredrikstad                  |                              |
| 1990               | Toledo                  | Göteborg                     |                              |
| 1991               | Toledo                  | Saloniki                     |                              |
| 1992               | Moskwa                  | Besançon                     |                              |
| 1993               | Chattanooga             | Heinola                      |                              |
| 1994               | Edmonton                | Kecskemét                    |                              |
| 1995               | Chattanooga             | Schifferstadt                |                              |
| 1996               | Teheran                 | Colorado Springs             |                              |
| 1997               | Stillwater              | Teheran                      |                              |
| 1998               | Stillwater              | ----                         |                              |
| 1999               | Spokane                 | ----                         |                              |
| 2000               | Fairfax                 | ----                         |                              |
| 2001               | Baltimore (szczegóły)   | Levallois-Perret (szczegóły) | Levallois-Perret (szczegóły) |
| 2002               | Spokane                 | Kair (szczegóły)             | Kair                         |
| 2003               | Boise (szczegóły)       | Ałmaty (szczegóły)           | Tokio (szczegóły)            |
| 2004               | Baku                    | Tbilisi                      | Tokio                        |
| 2005               | Taszkent (szczegóły)    | Teheran                      | Clermont-Ferrand             |
| 2006               | Sari (szczegóły)        | Budapeszt (szczegóły)        | Nagoja (szczegóły)           |
| 2007               | Krasnojarsk (szczegóły) | Antalya (szczegóły)          | Krasnojarsk (szczegóły)      |
| 2008               | Władykaukaz (szczegóły) | Szombathely (szczegóły)      | Taiyuan (szczegóły)          |
| 2009               | Teheran (szczegóły)     | Clermont-Ferrand (szczegóły) | Taiyuan (szczegóły)          |
| 2010               | Moskwa (szczegóły)      | Erywań                       | Nankin (szczegóły)           |
| 2011               | Machaczkała             | Mińsk                        | Liévin (szczegóły)           |
| 2012               | Baku (szczegóły)        | Sarańsk (szczegóły)          | Tokio (szczegóły)            |
| 2013               | Teheran (szczegóły)     | Teheran (szczegóły)          | Ułan Bator (szczegóły)       |
| 2014               | Los Angeles (szczegóły) | Teheran (szczegóły)          | Tokio (szczegóły)            |
| 2015               | Los Angeles (szczegóły) | Teheran (szczegóły)          | Sankt Petersburg (szczegóły) |
| 2016               | Los Angeles (szczegóły) | Sziraz (szczegóły)           | ----                         |
| 2017               | Kermanszah (szczegóły)  | Abadan (szczegóły)           | Czeboksary (szczegóły)       |
| 2018               | Iowa City (szczegóły)   | ----                         | Takasaki (szczegóły)         |
| 2019               | Jakuck (szczegóły)      | ----                         | Narita (szczegóły)           |
| 2020-Indywidualnie | Belgrad                 | Belgrad                      | Belgrad                      |
| 2022               | Coralville (szczegóły)  | Baku (szczegóły)             | Coralville (szczegóły)       |